# Helmut Holger
Helmut Holger (* 16. März 1926 in Essen; † 17. Januar 2012 in Köln) war ein deutscher Kostümbildner für Theater, Oper, Show, Film und Fernsehen sowie Schauspieler.

## Leben
Bekannt wurde er durch die Fernsehserie Klimbim, in welcher er nicht nur für das oft phantasievolle Outfit der Darsteller verantwortlich zeichnete, sondern auch viele stumme Auftritte hatte. Von Staffel zwei an spielte er „den vom Stuhl fallenden Mann“.
Das Museum für Angewandte Kunst in Köln widmete ihm 1994 eine eigene Schau und das Deutsche Filmmuseum in Frankfurt am Main zeigte 1999/2000 einige seiner Kostümentwürfe. In den letzten Jahren wirkte er nur noch als Fotograf und präsentierte im Kölnischen Stadtmuseum Schwarzweißfotografien aus den 1990er-Jahren.

## Filmografie (Kostüme)
- 1957: Wenn Frauen schwindeln (als Helmut Holger Kratz)
- 1959: Menschen im Hotel
- 1959: Abschied von den Wolken
- 1959: Und das am Montagmorgen
- 1959: Geheimaktion Schwarze Kapelle
- 1960: Ich schwöre und gelobe
- 1960: ...und noch frech dazu!
- 1960: An heiligen Wassern
- 1960: Stefanie in Rio
- 1963: Die Tote von Beverly Hills
- 1964: Der Hexer
- 1966: Bel Ami 2000 oder Wie verführt man einen Playboy
- 1967: Das älteste Gewerbe der Welt (Le plus vieux métier du monde)
- 1967: Der Lügner und die Nonne
- 1969: Romeo und Julia'70 (TV-Film)
- 1969: Die Senta Berger Show (TV Special)
- 1971–1974: Der Kommissar (Fernsehserie)
- 1973–1979: Klimbim (Fernsehserie)
- 1975–1994: Derrick (Fernsehserie)
- 1978: Zwei himmlische Töchter (Fernsehserie)
- 1978: Die Gimmicks (Fernsehserie)
- 1980: Susi (Fernsehserie)
- 1983: Wencke – Ein Abend mit Wencke Myhre (TV Special)
- 1987: Wer erschoß Boro? (Fernsehserie)
- 1988: Polizeiinspektion 1 (Fernsehserie)
- 1991: Die lieben Verwandten (Fernsehserie)
- 1992–1994: Der Alte (Fernsehserie)